# Клайпедське повстання

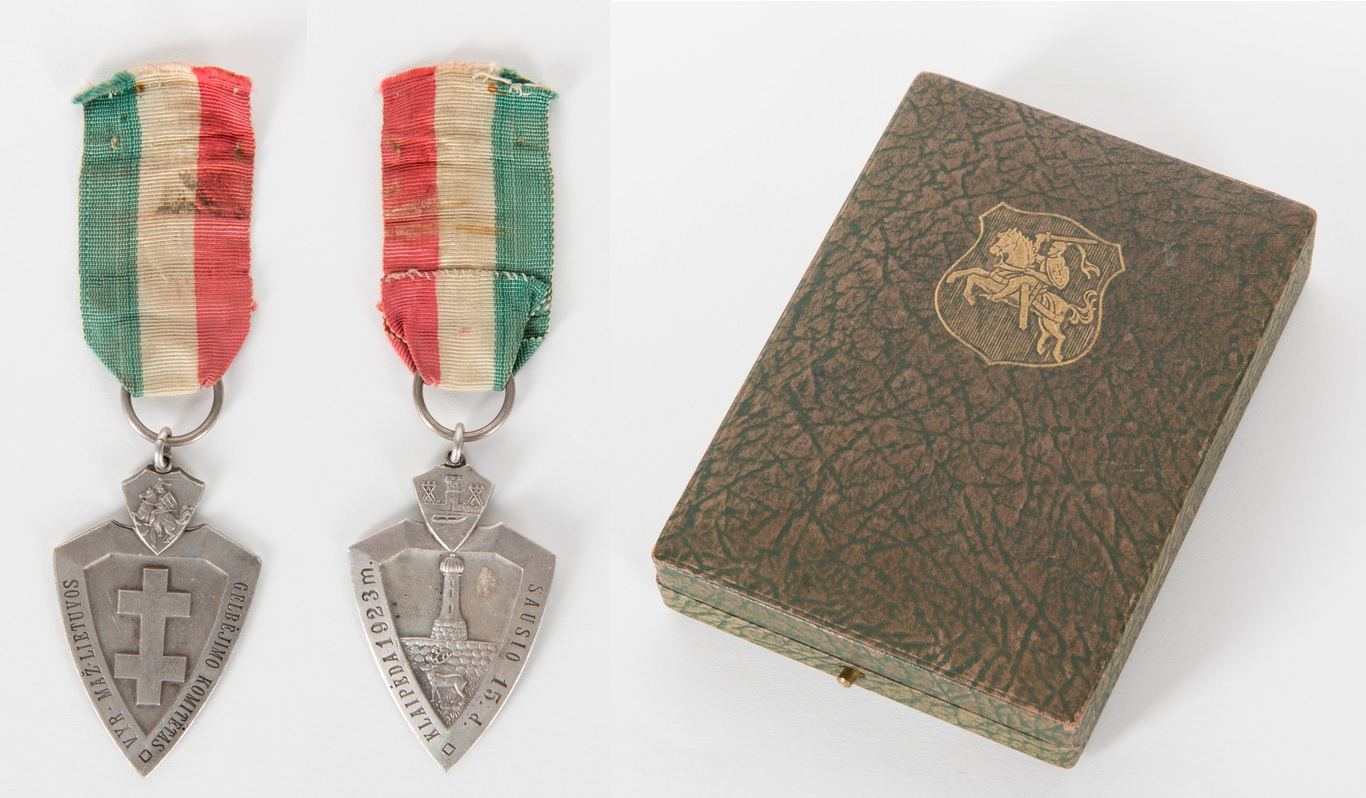
Медаль учасника повстання (стрічка відтворює кольори прапору прусських литовців)

Кла́йпедське повста́ння відбулося в січні 1923 року в Клайпедському краї (Мемельська область, Мемельланд).

## Історія
Цю розміщену на північ від річки Німан область було відокремлено від німецької провінції Східна Пруссія Версальським договором і передано під мандат Ліги Націй. Таким чином вона потрапила під управління тимчасової французької адміністрації до подальшого вироблення більш постійного розв'язку цього питання. Литва хотіла приєднати цю область (частину Малої Литви) через значну литовськомовну меншину прусських литовців і великий порт Клайпеда (Мемель) — єдиний реальний вихід до Балтійського моря для Литви. Коли Конференція послів зійшлася на думці залишити цей край у статусі вільного міста на зразок Вільного міста Данциг, литовці організували і провели там заколот.
Представлений як повстання місцевого населення заколот зустрів невеликий опір з боку німецької поліції або французької армії. Повстанці встановили пролитовську адміністрацію, яка подала прохання про об'єднання з Литвою, посилаючись на право самовизначення. Ліга Націй прийняла цей доконаний факт, користуючись відомим у дипломатії поняттям fait accompli, і 17 лютого 1923 Клайпедський край було передано як автономну область Литовській Республіці. Після тривалих переговорів у травні 1924 було підписано формальну міжнародну угоду — Клайпедську конвенцію, яка офіційно визнавала суверенітет Литви над краєм і підкреслювала його широку законодавчу, судову, адміністративну і фінансову автономію. Область залишалася частиною Литви до березня 1939 року, коли вона внаслідок німецького ультиматуму перейшла до нацистської Німеччини.